# Аттіла Текелі
Аттіла Текелі (угор. Tököli Attila, нар. 14 травня 1976, Печ) — угорський футболіст, що грав на позиції нападника. Футболіст року в Угорщині (2001) та дворазовий найкращий бомбардир чемпіонату Угорщини (2000 та 2002).
Виступав за низку угорських клубів, а також німецький «Кельн» та кіпрські АЕЛ та «Анортосіс» і національну збірну Угорщини.

## Клубна кар'єра
У дорослому футболі дебютував 1993 року виступами за команду «Печ», в якій провів чотири сезони, взявши участь у 66 матчах чемпіонату.
Згодом з 1997 року грав у складі «Дунайвароша» виборовши з клубом титул чемпіона Угорщини, а також двічі ставав найкращим бомбардиром чемпіонату. Після цього з 2002 року два сезони грав за «Ференцварош», вигравши в кожному з них Кубок Угорщини, а в другому сезоні ще й чемпіонат та Суперкубок Угорщини.
Своєю грою привернув увагу представників тренерського штабу німецького «Кельна» з Другої Бундесліги, до складу якого приєднався влітку 2004 року. Проти виступаючи за кельнський клуб основним гравцем не став, зігравши в сезоні 2004/05 лише три матчі в чемпіонаті, а його команда вийшла в еліту. Зігравши на початку сезону 2005/06 свій перший і єдиний матч у Бундеслізі Текелі перебрався до Кіпру, де грав за місцеві клуби АЕЛ та «Анортосіс».
У сезоні 2006/07 Аттіла повернувся в «Ференцварош», що був відправлений в другий дивізіон, де провів наступний сезон. З сезону 2007/08 він грав за «Пакш», де провів три сезони, після чого перейшов у «Кечкемет». У 2011 році його команда виграла угорський Кубок.
Завершив професійну ігрову кар'єру у клубі «Пакш», у складі якого вже виступав раніше. Прийшов до команди 2012 року, захищав її кольори до припинення виступів на професійному рівні у 2014.

## Виступи за збірну
2000 року дебютував в офіційних матчах у складі національної збірної Угорщини. Протягом кар'єри у національній команді, яка тривала 12 років, провів у формі головної команди країни лише 25 матчів, забивши 3 голи.

## Досягнення

### Командні
- Чемпіон Угорщини: 1999–00, 2003–04
- Володар Кубка Угорщини: 2002-03, 2003-04, 2010-11
- Володар Суперкубка Угорщини: 2004

### Особисті
- Найкращий бомбардир чемпіонату Угорщини : 1999–00 (22 голи), 2001–02 (28 голів)
- Футболіст року в Угорщині: 2001